# Блакитна північна порода
Блакитна північна порода (фр. Bleue du Nord) — порода великої рогатої худоби молочно-м'ясного напряму продуктивності. Виведена у 19 столітті на півночі Франції — у регіоні Нор-Па-де-Кале (тепер в межах О-де-Франс) схрещуванням місцевої худоби з англійською даремською породою (теперішня шортгорнська порода). Має спільні витоки з бельгійською біло-блакитною породою.

## Опис
Масть тварин блакитна (сіра). Жива маса бугаїв 1000—1300 кг, корів — 700—900 кг. Середньорічний надій молока 5223 кг жирністю 3,65 %. Отелення проходить легко, худоба добре адаптується до зон з холодним і вологим кліматом.

## Поширення
Блакитна північна худоба поширена переважно на півночі Франції — у кантонах Баве, Ле-Кенуа, Мобеж та Авен-сюр-Ельп. У 2009 році налічувалося 3000 голів цієї худоби.

## Виноски
1. ↑  Race bovine Bleue du Nord. Сайт "Races de France" http://www.racesdefrance.fr. Архів оригіналу за 31 грудня 2016. Процитовано грудень 2016. {{cite web}}: Зовнішнє посилання в |work= (довідка) [Архівовано 31 грудня 2016 у Wayback Machine.] (фр.)
2. 1 2  Race bovine Bleue du Nord. Сайт "AgroParisTech" http://www.agroparistech.fr. janvier 2009. Архів оригіналу за 14 травня 2017. Процитовано грудень 2016. {{cite web}}: Зовнішнє посилання в |work= (довідка) [Архівовано 14 травня 2017 у Wayback Machine.] (фр.)